# Sasima lactuca
Sasima lactuca är en insektsart som beskrevs av Bolívar, I. 1903. Sasima lactuca ingår i släktet Sasima och familjen vårtbitare. Inga underarter finns listade i Catalogue of Life.